# Epidemia de opioides nos Estados Unidos

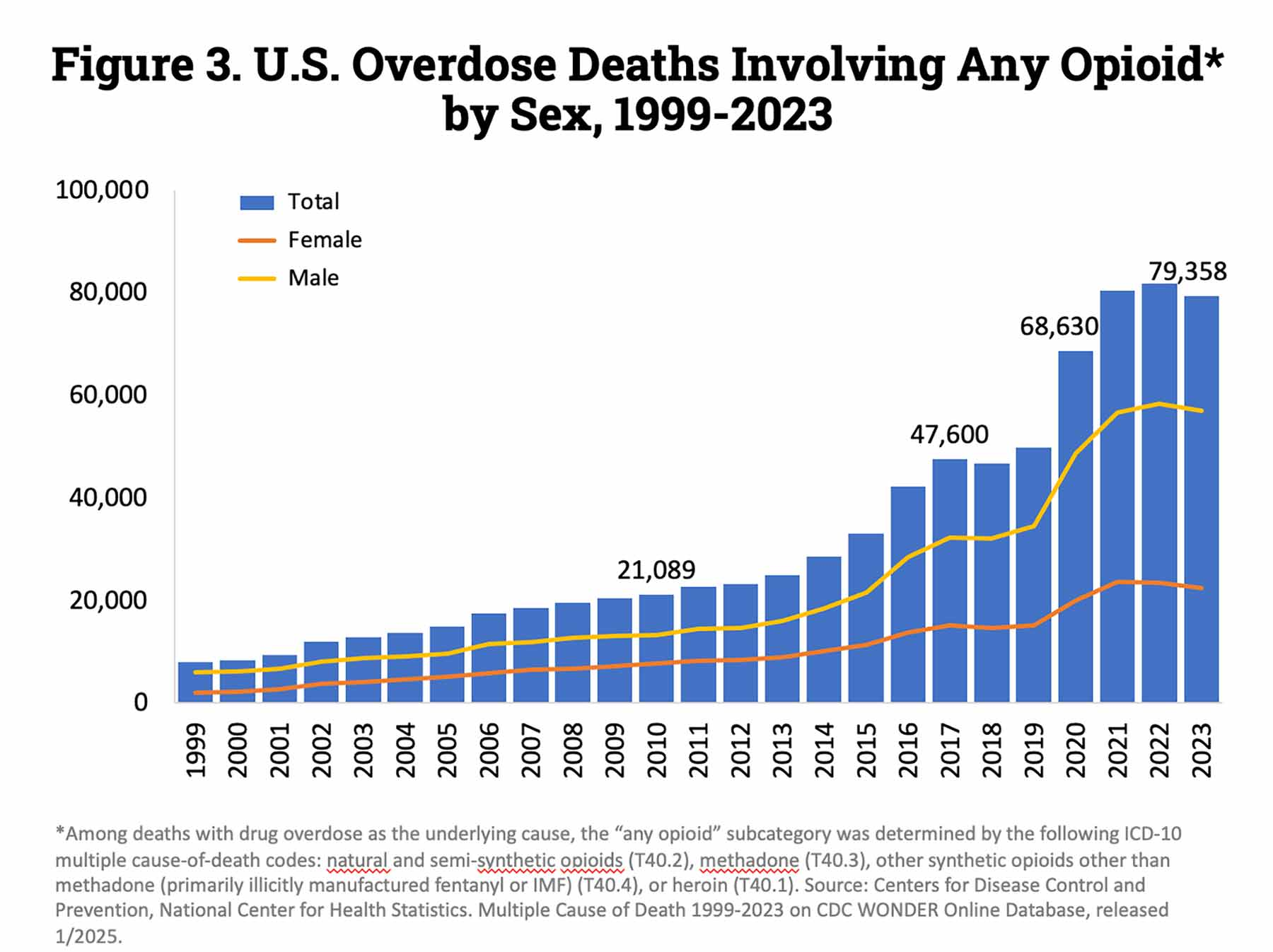
Número de mortes anuais nos EUA por overdose de opiáceos

Há uma epidemia de opioides em andamento (também conhecida como crise dos opioides nos Estados Unidos, originada tanto de prescrições médicas quanto de fontes ilegais. Foi descrita como "uma das catástrofes de saúde pública mais devastadoras do nosso tempo". A epidemia desenrolou-se em três ondas. A primeira começou no final da década de 1990, de acordo com os Centros de Controle e Prevenção de Doenças (CDC), quando os opioides foram cada vez mais prescritos para o controle da dor, resultando em um aumento no uso geral de opioides ao longo dos anos subsequentes. A segunda onda veio de uma expansão no mercado de heroína para abastecer pessoas já viciadas. A terceira começou em 2013 e foi marcada por um aumento acentuado de dez vezes na taxa de mortalidade relacionada com opiáceos sintéticos, à medida que eles inundavam o mercado americano.
Nos Estados Unidos, houve aproximadamente 109,6 mil mortes relacionadas a overdose de drogas no período de 12 meses que terminou em 31 de janeiro de 2023, a uma taxa de 300 mortes por dia. Entre 1999 e 2020, quase 841 mil pessoas morreram de overdose de drogas, sendo os opioides prescritos e ilícitos responsáveis por 500 mil dessas mortes. Só em 2017, foram registadas 70 237 mortes por overdose de drogas; dessas mortes, 47 600 envolveram um opioide. Um relatório de Dezembro de 2017 estimou que 130 pessoas morrem todos os dias nos Estados Unidos devido a overdose de drogas relacionadas com opióides. A grande maioria dos americanos que usam opioides prescritos não acredita que os estejam a utilizar de forma indevida.
O problema é significativamente pior nas áreas rurais, onde as variáveis socioeconômicas, os comportamentos de saúde e a acessibilidade aos cuidados de saúde são responsáveis por uma taxa de mortalidade mais elevada. O uso de opioides por adolescentes tem aumentado significativamente, com medicamentos prescritos sendo usados mais do que qualquer droga ilícita, exceto a cannabis: mais do que a cocaína, a heroína e a metanfetamina combinadas.